# Kårvemeer
Het Kårvemeer, Noord-Samisch: Kårvejávri, ook wel Kårvijaure of Kårvejaure, is een meer in het noorden van Zweden, dicht bij de grens met Noorwegen. Het meer ligt in de gemeente Kiruna op ongeveer 620 meter hoogte boven zeeniveau. Het water in het meer komt van de bergen in de omgeving en stroomt via een zijrivier naar de Tavvarivier en verder de Lainiorivier.
Afwatering: meer Kårvemeer → beek zonder naam → Tavvarivier → Lainiorivier → Torne → Botnische Golf